# Georges Demenÿ
Georges Demenÿ, född 12 juni 1850, död 26 december 1917, var en fransk fysiolog.
Efter studier i Douai och Paris under Étienne-Jules Marey var Demenÿ under 12 år verksam vid en 1883 på hans initiativ upprättade fysiologisk anstalt. 1902-08 har han professor i fysiologi vid den militära gymnastikskolan i Joinville och ledde från 1903 även utbildningen av gymnastiklärare för de högre läroverken. Demenÿ lade grunden för den franska metoden för fysisk fostran i Frankrike, och fast i skarp strid mot anhängarna av den äldre, "svenska" gymnastiken. Demenÿ har bland annat utgett L'éducation physique en Suède (1892), Les bases scientifiques de l'éducation physique (1902) och Cours supérieur d'éducaton physique (1905).